# روژدستونسکویه (باشقیرستان)
روژدستونسکویه (انگلیسی: Rozhdestvenskoye, Republic of Bashkortostan) یک شهرک در شهرستان بلاگووشچنسکی باشقیرستان کشور روسیه است.